# Sniegopady
Sniegopady – czwarty i ostatni singel promujący trzeci rosyjskojęzyczny album t.A.T.u. – Wiesiołyje ułybki. Premiera teledysku do singla odbyła się 17 kwietnia 2009 na antenie MTV Russia oraz w oficjalnym kanale t.A.T.u. na YouTube, gdzie zamieszczono dwie wersje – jedną telewizyjną oraz drugą, bez podkładu muzycznego – jest to film z efektami dźwiękowymi. 
Poza Rosją klip jest wyświetlany:
- w Polsce (VIVA, MTV, VH1, s2o.tv, Onet)
- na Ukrainie (MTV Ukraine)
- na Litwie, Łotwie, Estonii (MTV Baltic, 1st Baltic Music Channel)
- w Bułgarii (MAD TV)

## Teledysk
Początek teledysku to jednocześnie zakończenie poprzedniego wideoklipu - 220, Sniegopady stanowią kontynuację wcześniejszego obrazu. Wokalistki schodzą ze sceny po odśpiewaniu utworu 220, przebierają się z kreacji w skórzane ubrania i wsiadają na motocykle - rozpoczyna się pościg po ulicach. Od tej chwili klip jest zrobiony techniką komputerową. 
Teledysk kończy się zderzeniem obu motocykli prowadzonych przez Lenę i Julię - dochodzi do ogromnej eksplozji i fali uderzeniowej, która uderza w kamerę (pojawia się ogień i pęknięty obiektyw). 
Ma to znaczenie symboliczne, bowiem Sniegopady są ostatnim klipem przed przerwą w karierze t.A.T.u. 

## Notowania
| POZYCJA notowanie dzienne    | 1 | 10 | 30 | 36 | 81 | 35 | 47 | 75 | 18 | 67 | 4 | 16 | - | - | 15 | 43 | 17 |
| POZYCJA notowanie tygodniowe | 4 | 4  | 62 | -  | -  | 81 | 45 | -  | 17 | -  | 9 | 11 | - | - | 12 | -  | 50 |
| POZYCJA notowanie miesięczne | 4 | -  | -  | -  | -  | -  | -  | -  | -  | -  | - | -  | - | - | -  | -  | -  |

| Główne listy               | Pozycja |
| Rosja - Airplay Chart      | -       |
| Pozostałe listy            |         |
| MTV Russia - Top10         | 1       |
| MTV Polska - Maxxx Hits    | -       |
| VIVA Polska - s2o.tv Top10 | 3       |
| MadTV Bulgaria - Top50     | 25      |
| Teledyski.Onet.pl          | 9       |